# Hendrik Jacob van der Heim

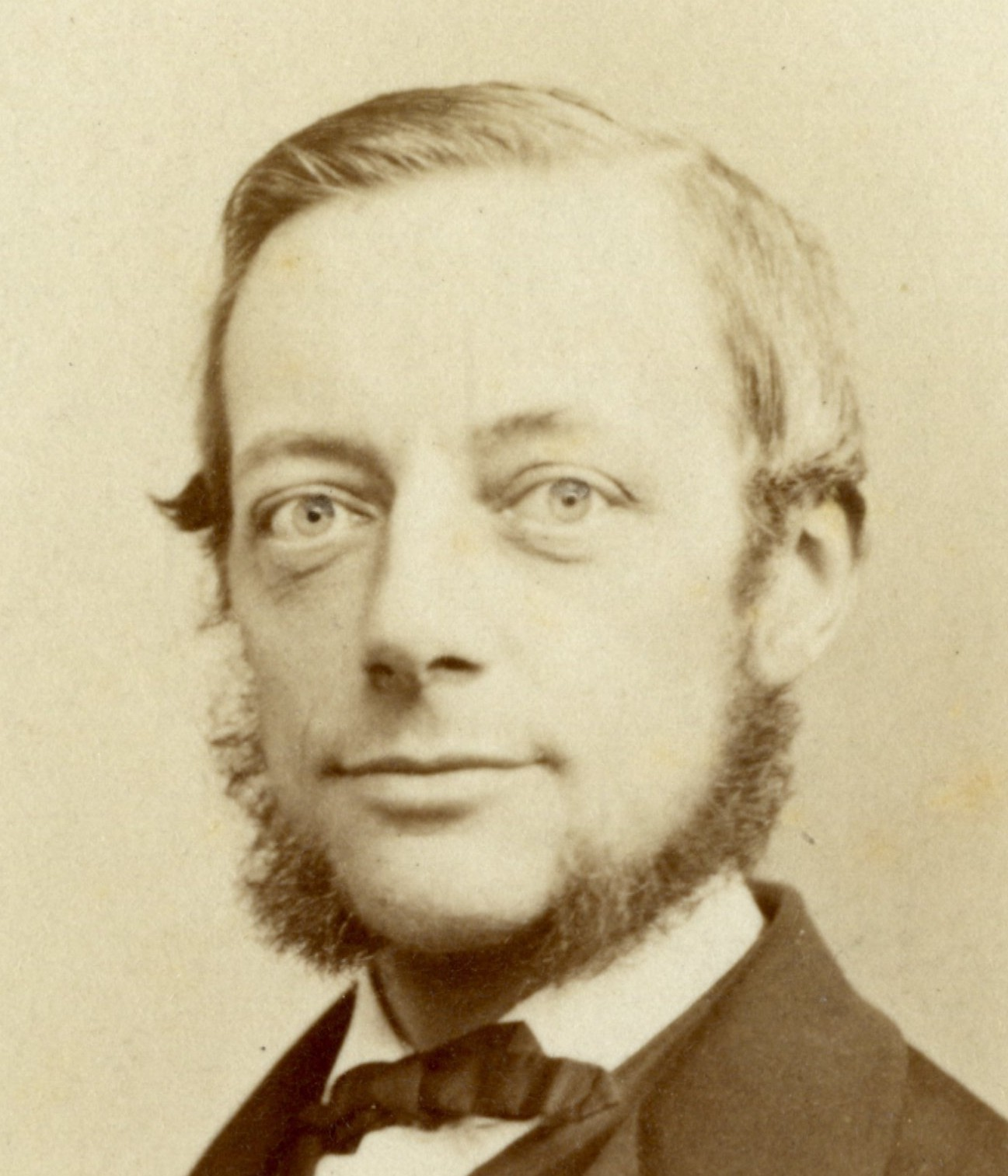
H.J. van der Heim

Hendrik Jacob van der Heim (Middelburg, 19 januari 1824 - Florence (Italië), 13 februari 1890) was een Nederlandse jonkheer en conservatieve minister van Financiën in het kabinet-Heemskerk-Van Lynden van Sandenburg. Hij was de zoon van J.A. baron van der Heim van Duivendijke, die minister was onder Willem II. Hij wist bekwaam de afnemende Indische baten en stijgende lasten ten gevolge van de Vestingswet en de spoorwegaanleg op te vangen, maar ondervond veel tegenstand bij zijn wetgevende arbeid.